# Taraxacum pieninicum
Taraxacum pieninicum — вид квіткових рослин з родини айстрових (Asteraceae). Вид зростає в Європі: Словаччина, Польща; це багаторічна рослина помірних біомів.

## Опис
Листя досить морфологічно мінливе, зазвичай із заглибленням наполовину або на 2/3, синьо-зелене і голе. Дозрілі сім'янки червоно-бурого кольору, зверху покриті колючими бородавками і закінчуються дзьобом.